# 新波士頓 (密蘇里州)
新波士頓（英語：New Boston）是位於美國密蘇里州林縣的非建制地區。

## 歷史
新波士頓的郵局自1872年營運至今。

## 地理
新波士頓所處的海拔為高於海平面294米（即965英呎），而該地所採用的時區為UTC-6，即北美中部時區（CST）。同時該地設有夏令時間，為UTC-6調快一小時，即UTC-5（CDT）。